# Leav Aviation
LEAV Aviation ist eine deutsche Fluggesellschaft mit Sitz in Köln und Basis auf dem Flughafen Köln/Bonn.

## Geschichte
Im September 2020 wurde das Unternehmen als JOOT Aviation Project GmbH unter der Führung des ehemaligen Easyjet-Piloten Daniel Broda und des ehemaligen Germania-Managers Johannes Klinsmann gegründet und im Mai 2021 in LEAV Aviation GmbH umbenannt.
Das erste Flugzeug, ein Airbus A320-200 wurde im September 2021 zum Flughafen Köln-Bonn überführt und im Februar 2022 auf die Gesellschaft zugelassen, das zweite Flugzeug folgte im August 2022. Das Luftverkehrsbetreiberzeugnis – auch AOC genannt – wurde am 4. Mai 2022 durch das Luftfahrt-Bundesamt erteilt und der Flugbetrieb kurz darauf aufgenommen.
LEAV Aviation befindet sich zu etwa dreiviertel im Besitz von Daniel Broda und Johannes Klinsmann, die restlichen Anteile verteilen sich auf rund ein Dutzend deutsche sowie schweizerische und tschechische Investoren. Bereits im Geschäftsjahr 2023 konnte ein Gewinn erwirtschaftet werden.
Im Frühjahr 2025 wurden die beiden Flugzeuge von LEAV Aviation mit Inflight-Entertainment-Systemen und RGB-Innenbeleuchtung ausgestattet, zeitgleich wurde die erste Phase des „SARPcheck“-Auditprogrammes bestanden.
Vom 17. Juli 2025 bis 30. September 2025 fliegt ein Airbus A320 mit der Kennung D-ANNE in einer speziellen McDonald’s-Lackierung. Das goldene M ist in diesem Zeitraum auch an sämtlichen Kopfstützen des Fliegers angebracht.

## Dienstleistungen
LEAV Aviation bietet Charter- und ACMI-Dienste an. Insbesondere in der Sommersaison werden kurzfristige Sub-Charter für andere Fluggesellschaften erbracht. Zu den Kunden zählen unter anderem die TUI Airlines, Corendon Airlines Europe, Marabu Airlines, Transavia und Transavia France. Für die Sommersaison 2024 wurde erstmals ein Flugzeug langfristig an TUI Airlines Belgium vermietet. Darüber hinaus werden Charter-Aufträge für Sportmannschaften und Kreuzfahrt-Reedereien erbracht.
Im Sommerflugplan 2023 führt LEAV Aviation erstmals auch eigene Linienflüge durch. Die Ziele liegen überwiegend in touristisch geprägten Regionen.

## Ziele
LEAV Aviation hat keinen regelmäßigen Flugplan, führt jedoch einzelne eigene Linienflüge vom Flughafen Köln-Bonn zu verschiedenen Zielen im Mittelmeerraum sowie vom Flughafen München und Flughafen Frankfurt durch.

## Flotte
Mit Stand Juli 2025 besteht die Flotte der LEAV Aviation aus zwei Flugzeugen mit einem Durchschnittsalter von 15,7 Jahren:
| Flugzeugtyp     | Anzahl | bestellt | Anmerkungen | Sitzplätze | Durchschnittsalter |
| --------------- | ------ | -------- | ----------- | ---------- | ------------------ |
| Airbus A320-200 | 2      |          |             | 180        | 15,7 Jahre         |
| Gesamt          | 2      | -        |             |            | 15,7 Jahre         |